# Osrednji venski kateter
Osrednji (centralni) venski kateter je kateter, ki je vstavljen v velike vene (npr. zgornjo votlo veno) ali desni preddvor za dovajanje tekočin ali merjenje osrednjega venskega tlaka. Običajno se vstavi skozi kožo na roki ali oprsju, tako globoko, da doseže veno in se nato potisne do večjih ven blizu srca.

## Mesta vstavitve
Standardizirana mesta vstavitve osrednjega venskega katetra so:
- velika vratna vena
- podključnična vena
- vene na rokah (cefalna vena, bazilična vena)
- dimlje (stegenska vena)

## Namen vstavitve
Namen vstavitve osrednjega venskega katetra je lahko:
- merjenje osrednjega venskega tlaka
- vnos večjih količin tekočin v žilni obtok
- hidracija in vzdrževanje elektrolitskega ravnovesja
- dajanje zdravil, ki okvarijo obkrajne žile (npr. močne vazoaktivne učinkovine, kot je adrenalin[4])
- popolna parenteralna prehrana
- transfuzija krvi
- pogosto jemanje vzorcev krvi, če ni druge možnosti
- slabo stanje obkrajnih ven

## Zapleti
Med vstavljanjem katetra ali med njegovim vzdrževanjem lahko pride do resnih zapletov, tudi takih s smrtnim izidom. Več kot 15 % bolnikov, ki prejmejo osrednji venski kateter, doživi enega ali več zapletov. Najpogostejši zapleti med uvajanjem osrednjega venskega katetra so vznemirjenost, zmanjšana pomičnost bolnika, motnje srčnega ritma, zračna embolija, zamašitev katetra, mehanske poškodbe kože, tkiva, poprsnice ali žil, poškodbe brahialnega pleteža in poškodbe srčne mišice. Osrednji venski kateter je tujek v telesu in pogosto ga naselijo bakterije. Kolonizirani kateter predstavlja veliko nevarnost okužbe, ki je najpogostejpi zaplet, ki podaljša bolnikovo hospitalizacijo in celo umrljivost.